# Schlacht von Elbistan
Die Schlacht von Elbistan war eine Schlacht am 15. April 1277 zwischen den Mamluken unter Sultan Baibars I. und den mongolischen Ilchanen. Die Schlacht endete mit einer Niederlage der Ilchane und beendete damit deren Dominanz in Anatolien. Voraus gegangen waren mehrere kleinere Kämpfe zwischen Baibars und den Mongolen 1273 und 1275.
Die Schlacht begann mit dem Angriff von Baibars I. auf die mongolischen Besatzungstruppen bei Elbistan, der als Präventivschlag dienen sollte, bevor die Mongolen all ihre Kräfte für einen erneuten Invasionsversuch auf mamlukisches Gebiet sammeln konnten. Nachdem er Elbistan mit mindestens zehntausend Reitern erreicht hatte, bereitete sich Baibars auf den Kampf mit den Mongolen vor und erwartete, dass die Mongolen etwa dreißigtausend Krieger aufbieten würden. Die Zahl der mongolischen Streitkräfte war geringer, aber sie wurden von Armeniern, Georgiern und Rum-Seldschuken unterstützt. Die Mamlukenarmee wurde von Baibars und seinem beduinen-arabischen General Isa ibn Muhanna angeführt.

## Schlacht
Die Mongolen griffen zuerst an und stürmten die schwere Kavallerie der Mamluken. Zu Beginn der Schlacht wurden viele der Beduinen in der Mamluken-Armee getötet. Der Angriff konzentrierte sich auf die linke Flanke der Mamlukenarmee. Dies führte dazu, dass die Fahnenträger des Sultans (sanjaqiyya) getötet wurden. Die Mamluken konnten sich jedoch neu gruppieren und einen Gegenangriff starten. Baibars selbst ging mit ein paar Truppen, um sich mit der mongolischen rechten Flanke zu befassen, die seine linke Flanke schlug. Baibars befahl einer Truppe der Armee aus Hama, seine Linke zu verstärken. Die Mamluken konnten die mongolische Truppe überwältigen. Die Mongolen, anstatt sich zurückzuziehen, stiegen von ihren Pferden ab. Einige Mongolen konnten entkommen und nahmen Positionen auf den Hügeln ein. Nachdem sie umzingelt worden waren, stiegen sie wieder ab und kämpften bis zum Tod. Während der Schlacht zerstörten die Mongolen den linken Flügel der Mamluken, bestehend aus vielen Beduinen, wurden aber schließlich besiegt.
Es scheint, dass sich beide Seiten Hilfe von der rum-seldschukischen Armee des Pervane erwartet hatten. Pervane hatte versucht, sich mit beiden Fraktionen zu verständigen, um sich alle Optionen offenzuhalten, floh aber mit dem Rum-Seldschuken-Sultan Kai Chosrau III. nach Tokat. Die rum-seldschukische Armee war in der Nähe der Schlacht anwesend, nahm aber nicht teil. Nach der Schlacht wurden viele Rum-Seldschuken gefangen genommen. Andere schlossen sich den Mamluken bereitwillig an. Pervanes Sohn Muhadhdhab al-Din wurde gefangen genommen. Darüber hinaus wurden viele mongolische Offiziere und gewöhnliche Soldaten gefangen genommen. Zwei der gefangen genommenen Soldaten, Qipchaq und Salar, wurden zu Mamluken von Qalawun und Amirs. Auch die Leben der mongolischen Offiziere wurden verschont.

## Nachwirkung
Nach Baibars’ Sieg marschierte er ohne Widerstand nach Kayseri im Herzen Anatoliens und traf am 23. April 1277 dort ein, knapp eine Woche nach der Schlacht. Das muslimische Opferfest fand um diese Zeit statt. Auf diesem Fest verbot Baibars das Schlagen von Trommeln und sagte seinen Emiren: „Wie kann ich mich freuen? Ich hatte geglaubt, dass ich sie besiegen würde, wenn 10.000 Reiter meiner Armee 30.000 Mongolen treffen würden. Aber ich traf 7000 Mongolen mit meiner ganzen Armee. Die Mongolen weckten Panik und meine Armee verlor den Mut. Die Mongolen besiegten die muslimische Linke. Ohne Allahs Gnade hätten sie uns besiegt. Wenn ich auf sie gestoßen wäre, und sie wären gleich viele oder mehr, dann wäre die Sache nicht gut gelaufen“. Ein Zeichen, dass Baibars die Mongolen unterschätzt hatte und dass der Sieg knapp war.
Angesichts von Baibars’ Sieg versuchte Pervane, die Mamluken in eine Konfrontation mit einer frischen mongolischen Armee unter der Führung des mongolischen Ilchans Abaqa selbst zu locken. Baibars gingen jedoch die Vorräte aus und ein Teil seine Ausrüstung wurde repariert. Die Möglichkeit, gegen eine frische mongolischen Armee zu kämpfen, überzeugte Baibars, nach Syrien zurückzukehren, da er sehr weit von seinen Stützpunkten und seiner Versorgungslinien entfernt war. Als die Mamlukenarmee nach Syrien zurückkehrte, lief der Kommandeur der mamlukischen Vorhut, Izz al-Din Aybeg al-Shaykhi, zu den Mongolen über. Pervane schickte einen Brief an Baibars und bat ihn, seine Abreise zu verschieben. Baibars jedoch ignorierte seine Bitte und strafte ihn, weil er ihm während der Schlacht von Elbistan nicht geholfen hatte. Baibars sagte ihm, dass er nach Sivas aufbrechen würde, was eine Finte war, um Pervane und die Mongolen von seinem wahren Zielort abzulenken. Auf seinem Rückzug nach Syrien schickte Baibars Taybars al-Waziri mit einer Truppe aus, um eine armenische Stadt namens al-Rummana zu überfallen, deren Bewohner die Mongolen zuvor versteckt hatten.
Abaqa bekräftigte unterdessen seine Autorität in Rum. Nachdem Abaqa das Schlachtfeld besichtigt hatte, befahl er, die muslimische Bevölkerung von Kayseri und dem östlichen Rum zu töten. Eine große Anzahl von Menschen wurde getötet. Abaqas Armee musste einen Aufstand von Karamaniden-Türkmenen niederschlagen, die Baibars ihre Loyalität erklärten. Er schickte eine Armee von 30.000 Mann nach Syrien, aber nachdem er die Größe der Baibars-Armee von Aybeg al-Shaykhi gesehen hatte, rief er seine Streitkräfte zurück. Er wollte die Armee im Sommer schicken, aber seine Offiziere überredeten ihn, bis zum Winter zu warten. Die Expedition wurde jedoch nie geschickt. Die Ilkhan-Mongolen hatten eigene logistische Probleme, und viele der Truppen wurden in die Länder des Ilkhanats zurückgerufen. Abaqa vertraute das Land seinem anderen Bruder Qonghurtai und Schams al-Din Dschuwaini an. Zuerst hatte Abaqa kein Interesse an Pervane. Die mongolischen Adligen und Adelsfrauen überzeugten ihn jedoch, ihn töten zu lassen, da sie Pervanes Untätigkeit in der Schlacht als Grund für die Niederlage ansahen. Pervanes Fleisch wurde laut König Hethum II. von Abaqa und den hochrangigen Mongolen als Racheakt gegessen.